# Cairnsichthys bitaeniatus
Cairnsichthys bitaeniatus je paprskoploutvá ryba z čeledi duhovkovití (Melanotaeniidae).
Druh byl popsán roku 2018 ichtyology Geraldem R. Allenem, Michaelem P. Hammerem a Tarmem Ainem Raadikem. 

## Popis a výskyt
Maximální délka ryby je 6,6 cm.
Štíhlé a stlačené tělo. Široká obdélníková skvrna v horní části žaber. Žlutá skvrna za bází prsní ploutve s namodralou oblastí ve spodní části. Černý podlouhlý pruh na boční straně těla. Výrazná černá skvrna na bázi prsní ploutve. U dospělých samců nažloutlé ploutve.
Jedná se o endemický druh z deštného pralesa Daintree v Austrálii.